# Шёккард, Уильям Эдвард
Уильям Эдвард Шёккард (William Edward Shuckard; 1803, Брайтон — 10 ноября 1868 года, Кеннингтон) — британский энтомолог, изучавший преимущественно фауну перепончатокрылых Англии, хотя на заре своей карьеры занимался в основном жёсткокрылыми. 
Также известен тем, что был библиотекарем Лондонского Королевского общества и перевёл на английский язык работу Германа Бурмейстера «Руководство по энтомологии». Занимался описанием многих видов перепончатокрылых, привезённых Дарвином из его кругосветного путешествия. Был также членом Лондонского Энтомологического общества.
Важнейшие работы: «Description of the Genera and Species of the British Chrysididae» («Entom. Mag.», 1837); «Essay on the indigenous fossorial Hymenoptera etc.» (Л., 1837, 1 т.); «Monograph of the family of Mutillidae» («Mag. of Nat. Hist.», 1837); «The Elements of British Entomology, containing a general introduction to the Science etc.» (Л., 1839, 1 т.); «Monograph of the Dorylidae, a family of the Hymenoptera heterogyna» («Ann. of Nat. Hist.», 1840).